# Neogoniolithon mamillosum
Neogoniolithon mamillosum (Hauck) Setchell & L.R. Mason, 1943  é o nome botânico  de uma espécie de algas vermelhas pluricelulares do gênero Neogoniolithon, família Corallinaceae, subfamília Mastophoroideae.
- São algas marinhas encontradas na Europa, África e algumas ilhas do Atlântico.

## Sinonímia
- Lithophyllum hauckii  (Rothpletz) M. Lemoine
- Lithothamnion mamillosum  Hauck, 1885
- Lithothamnion hauckii  Rothpletz, 1891
- Spongites mamillosa  (Hauck) Ballesteros, 1990
- Spongites hauckii  (Rothpletz) Ballesteros, 1993